# Veduta del villaggio
Veduta dal villaggio (La Vue de village) è un dipinto del pittore francese Jean-Frédéric Bazille, realizzato nel 1868 e conservato al Musée Fabre di Montpellier.

## Storia
Il quadro, eseguito nel 1868, fu sorprendentemente accettato nel Salon dell'anno successivo, nonostante il tristemente noto ostracismo della giuria. Qui riscosse il plauso generale. La pittrice Berthe Morisot, ad esempio, annotò:
(Berthe Morisot)
L'opera, dunque, piacque proprio perché riuscì a conciliare brillantemente la ritrattistica con le esigenze della pittura en plein air. Nella recensione di Duranty leggiamo: «Dalle regioni del Sud, ogni primavera, torna Monsieur Bazille con quadri estivi […] pieni di verde, di sole e dalla struttura semplice». Altrettanto entusiastiche erano le parole del critico Zacharie Astruc, il quale riconobbe il ruolo primario svolto da Bazille nella conquista della «pienezza straordinaria della luce, [del]l'impressione particolare del plein air, [del]la potenza del giorno». Oggi l'opera è esposta al musée Fabre di Montpellier, città che ha dato i natali al pittore.

## Descrizione
In questo capolavoro della pittura pre-impressionista Bazille riesce coronare il suo desiderio di «dipingere delle figure al sole», maturato già nel dicembre 1863, ben cinque anni prima dell'esecuzione dell'opera. In primo piano, seduta sul terreno fresco, è raffigurata la figlia del giardiniere dei genitori di Bazille, con le mani raccolte in grembo nell'atto gentile di reggere dei fiorellini. La ragazza rivolge all'osservatore uno sguardo penetrante e severo, nonostante la dolcezza dei suoi lineamenti. Bazille descrive con grande maestria la solida fisionomia della ragazza, fermo nel proposito di «restituire ad ogni cosa il suo peso e il suo volume, e non soltanto di dipingere l’apparenza delle cose».
La ragazza indossa un abito a strisce verticali di colore rosa e grigio. Alle sue spalle si distende il paese di Castelnau-le-Lez, nella periferia di Montpellier, dove i genitori di Bazille trascorrevano magnifiche estati nella loro tenuta di famiglia: Bazille stacca in maniera perfetta il primo piano dal secondo inquadrando quest'ultimo con una cortina di alberi. La quinta arborea che cinge la collina, soluzione che risente con evidenza dell'influsso della scuola di Barbizon, offre all'osservatore un confronto tra due diverse situazioni luministiche: quella del primo piano, dolce e densa di colore, e quella che inonda il paese, la quale è più intensa, quasi abbacinante. Il villaggio, inoltre, è dominato da una fantasmagoria di tegole arancioni (tipiche della Francia meridionale) e dalla sagoma svettante campanile romanico della chiesa di San Giovanni Battista.
Distanziandosi dai colleghi che erano completamente assoggettati al plein air, qui Bazille fa ricorso a una procedura mediana, con il disegno realizzato rigorosamente all'aria aperta e in un secondo tempo sottoposta a quadratura, così da agevolare la successiva traduzione in pittura. Contrariamente a quanto possa far pensare il titolo, inoltre, qui Bazille non è tanto interessato al paesaggio, quanto alla figura in primo piano, che descrive con inusitata minuzia: Castelnau-le-Lez, al contrario, è dipinta con maggiore spontaneità e vivezza, lasciando preludere futuri sviluppi impressionisti dell'arte bazilliana interrotti dalla morte (Bazille, com'è noto, perì nemmeno trentenne nel corso della guerra franco-prussiana).